# Stade de la ville de Puertollano
Le Stade de la ville de Puertollano (en espagnol : Estadio Ciudad de Puertollano), également connu sous le nom de Nouveau stade municipal de la ville de Puertollano (en espagnol : Nuevo Estadio Municipal Ciudad de Puertollano), est un stade de football espagnol situé dans la ville de Puertollano, en Castille-La Manche.
Le stade, doté de 7 240 places et inauguré en 2010, sert d'enceinte à domicile à l'équipe de football du Calvo Sotelo de Puertollano Club de Fútbol.

## Histoire
Le stade, qui appartient à la commune de Puertollano, ouvre ses portes en 2010. Il est inauguré le 21 novembre 2010 lors d'un match nul 2-2 de Segunda División B entre les locaux du CD Puertollano et le Sevilla Atlético (le premier but officiel au stade étant inscrit par Luis Alberto, joueur de Séville).
Il est construit sur le site de l'ancien Estadio del Cerru construit vers 1945.